# Kitzkammer

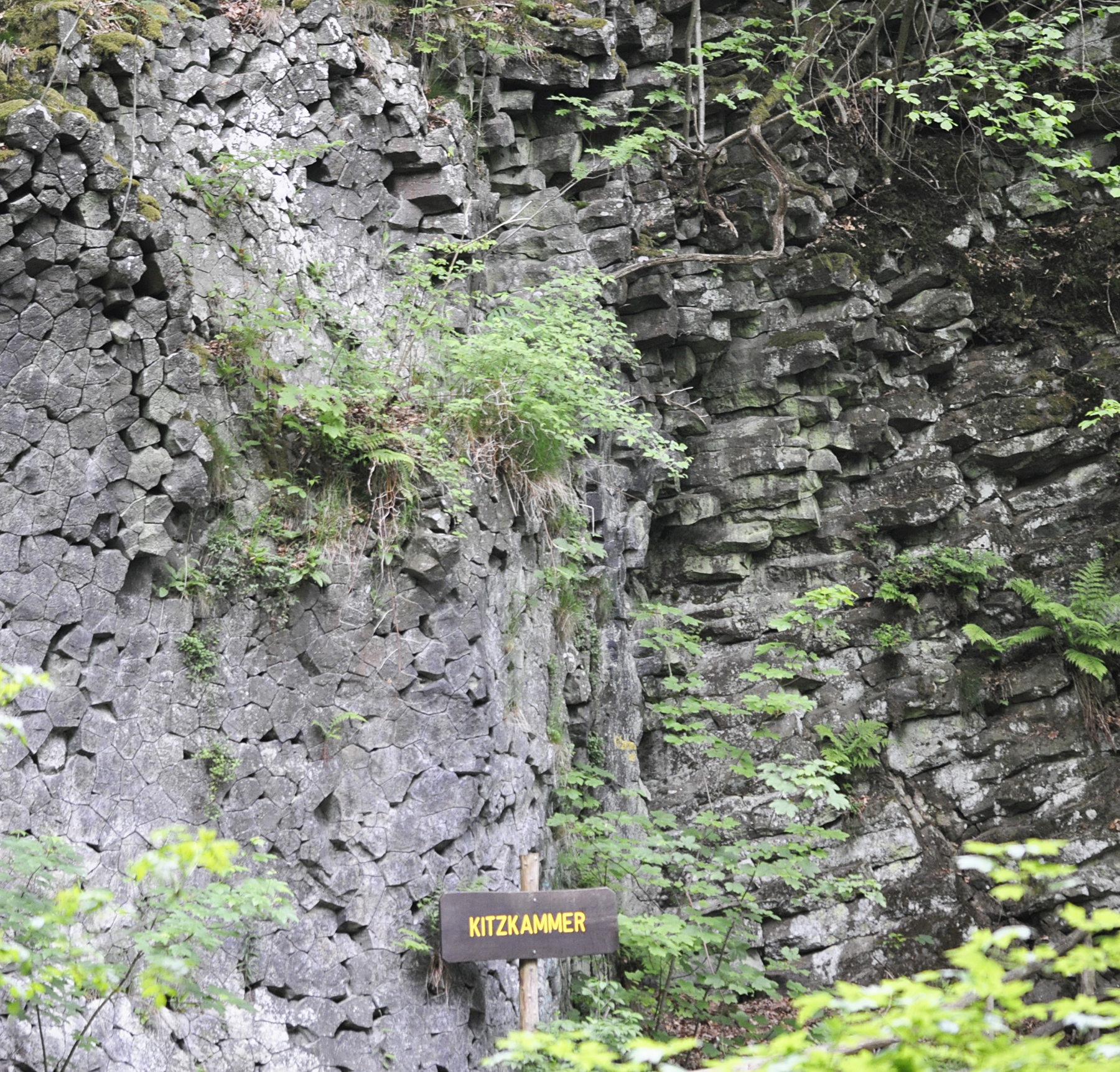
Kitzkammer im Mai 2015

Die Kitzkammer ist ein Naturdenkmal auf dem Hohen Meißner bei Hausen.
Vom Viehhausparkplatz an der L 3241 über dem Wanderweg 4 mit einem Rundgang von 1,7 km liegt die Kitzkammer ungefähr auf der Hälfte dieses Wanderweges. Auch zu erreichen ist die Kitzkammer vom Naturfreundehaus Meißnerhaus, ebenfalls über den Wanderweg 4.
Das Meißnergebiet war zu Beginn des Tertiär (vor 60 Mio. Jahren) eine flache Senke mit einem subtropischen Klima. Hier wuchsen dichte Zypressenwälder, aus denen sich später die Meißnerkohle entwickelt hat.
Am Ende des Tertiär (vor ca. 5 Mio. Jahren) drang durch Spalten in der Erdoberfläche dünnflüssige Lava, die senkrecht zur Abkühlungsfläche kristallisierte, sodass fünf- und mehreckige (Blau-)Basalt-Säulen entstanden. Dieser dadurch entstandene querstehende Säulenbasalt ist an der Kitzkammer deutlich zu sehen. Die Kitzkammer selbst ist einer dieser Schlote.
Durch Auswaschungen der weicheren Gesteine wurde die charakteristische Form des Meißners in den letzten 1,5 Mio. Jahren geformt, wobei die starke Basaltdecke den Meißner vor größerer Erosion nach wie vor schützt.

## Märchen/Sage
Die Kitzkammer ist auch ein Ort der Frau Holle.
In dem Volksmärchen vom Meißnerberge von Karl Christoph Schmieder (1819) heißt es:

„Besonders nahm sich Frau Holle der armen Mädchen an, die von ihren Verlobten treulos verlassen wurden. Viele darunter waren eitel und putzsüchtig. Jede wollte die schönste sein, und es gab viel Neid und Streit unter ihnen. Als Frau Holle eines Tages nach Hause kam und die Streitereien gewahrte, wurde sie zornig. Sie schüttelte ihre Zauberglocke und sogleich waren die Mädchen in Katzen verwandelt. Die wurden in eine felsige Höhle auf der Abendseite des Meißners verbannt. Die Höhle heißt jetzt noch die Kitzkammer. Von da aus mussten sich die Katzen über den ganzen Berg verteilen und der Frau Holle dienen. Den guten Wanderern mussten sie den Weg weisen, die bösen aber in die Irre führen.“

Von der Kitzkammer werden auch noch andere Geschichten in Verbindung mit Frau Holle erzählt, wie zum Beispiel diese:

„Oft soll es noch vorkommen, dass dem Wanderer dort eine hohe weiße Frau erscheint. Sie trägt ein mächtiges Schlüsselbund und schreitet stumm neben dem Wanderer her, bis sie in der Kitzkammer verschwindet. Ein Schäferjunge aus Hausen sah sie so, und sie wollte ihm einen goldenen Schlüssel geben, damit konnte er ihr unterirdisches Reich erschließen. Aber den Knaben packte die Angst, und er jagte nach Hause.“

Bei den Geschichten über die Kitzkammer ist oft von einer hohen weißen Frau oder von Frau Holle die Rede.
Der Name Kitzkammer stammt vermutlich von Kitz bzw. Kiez („Käuzchen“) ab. Käuze wie der Waldkauz halten sich gerne in Höhlen auf.

## Bilder

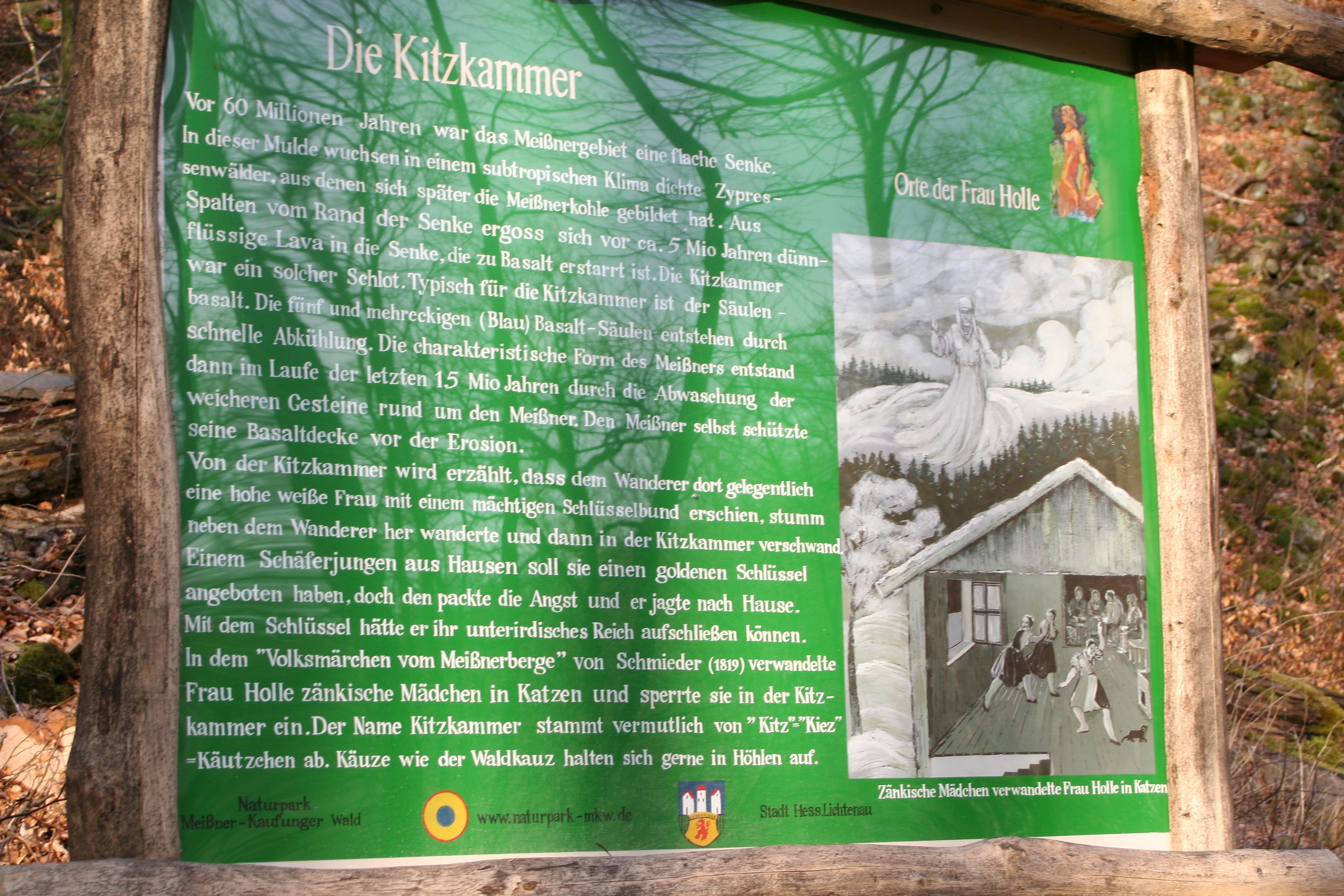
Hinweistafel bei der Kitzkammer
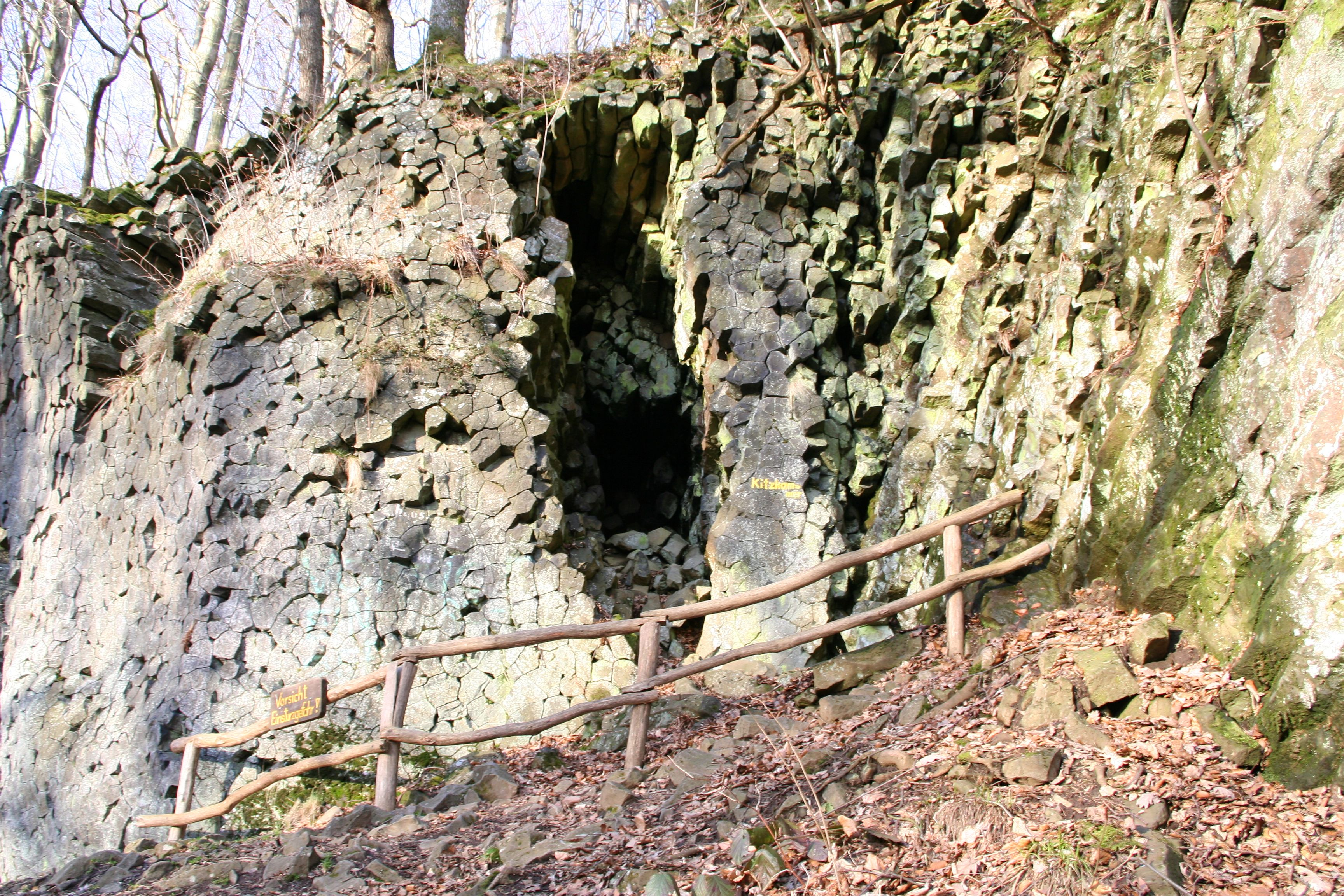
Die Kitzkammerhöhle
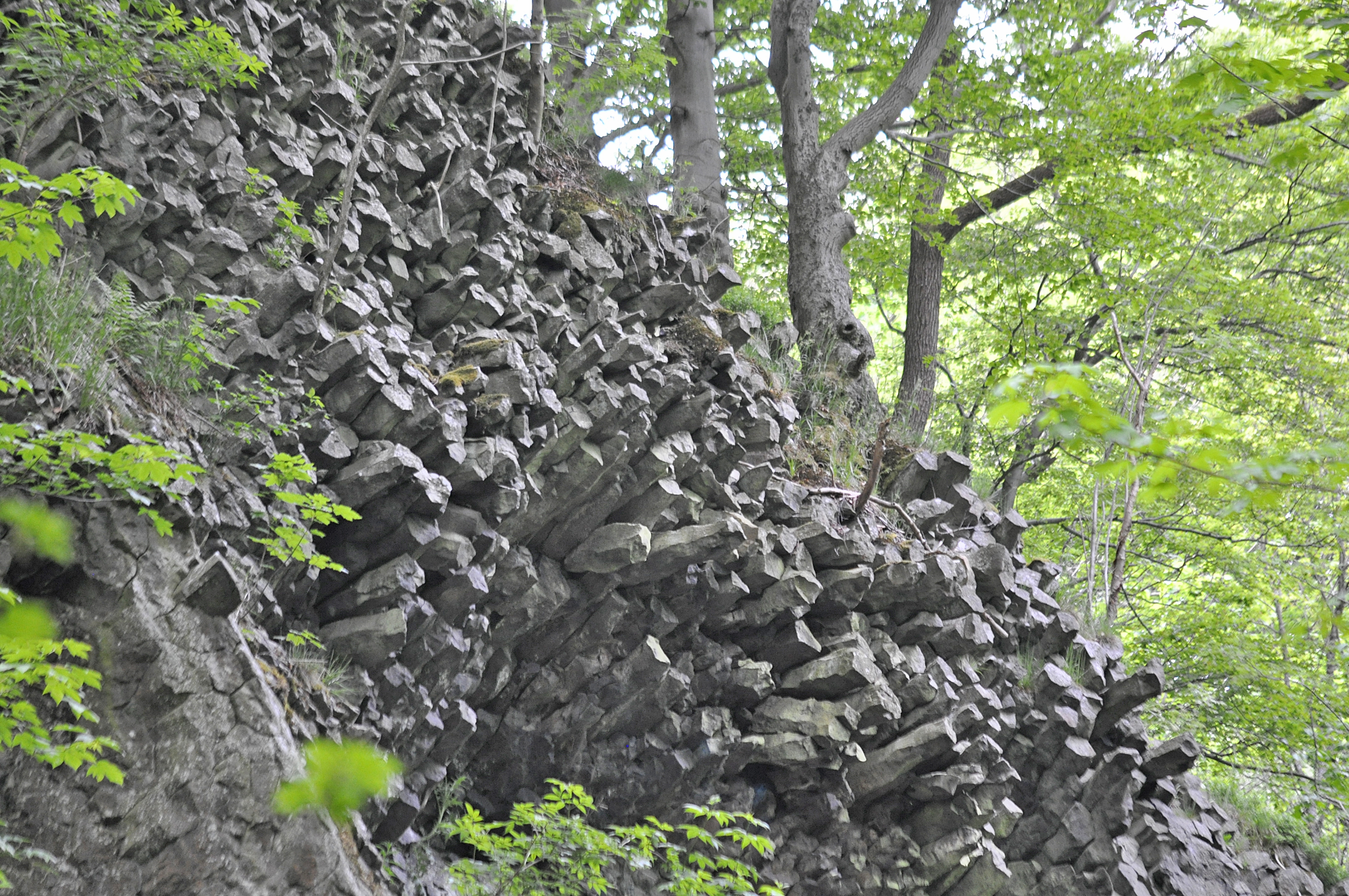
Schichtung an der Ostseite
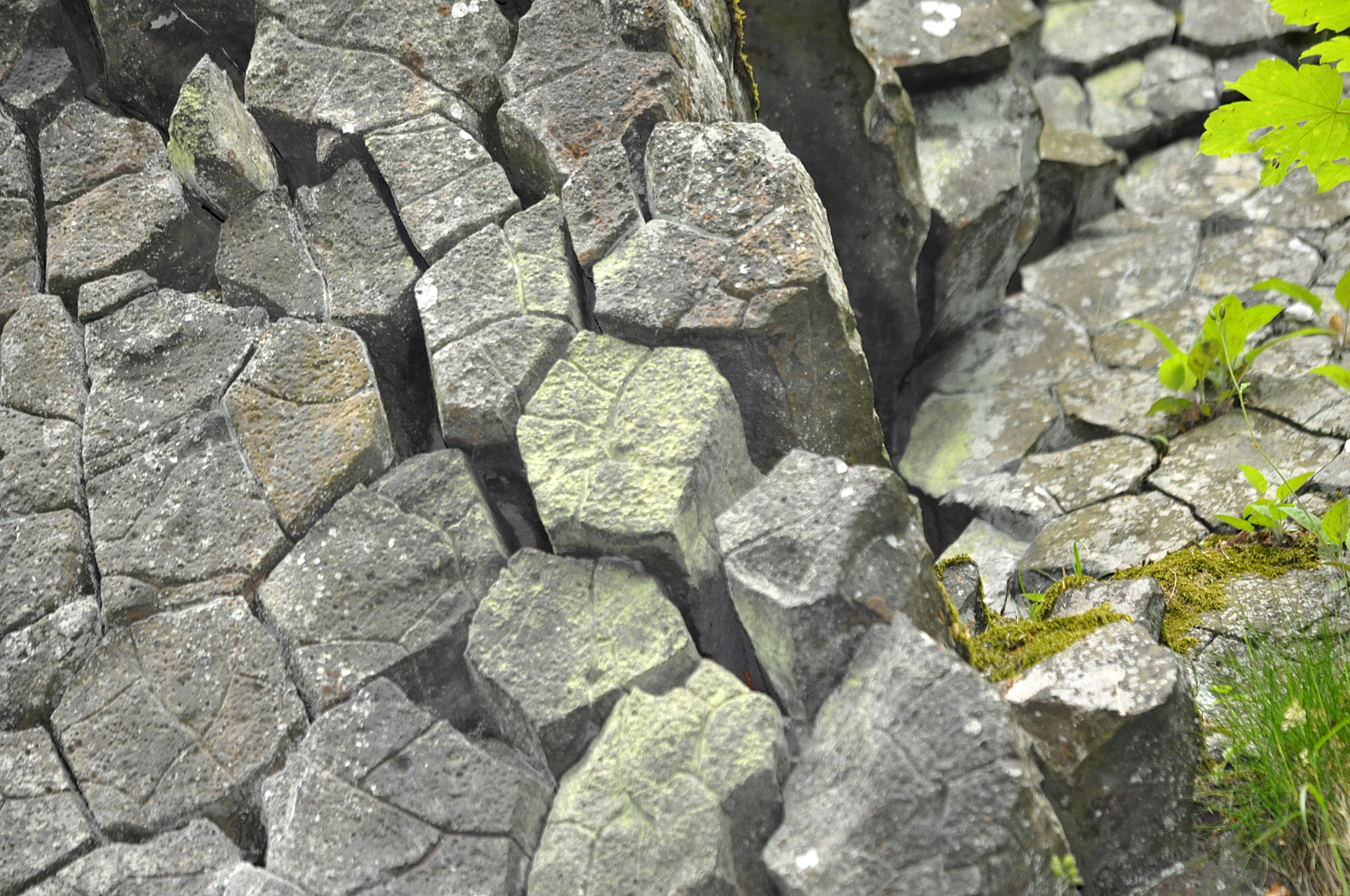
Basaltsäulen
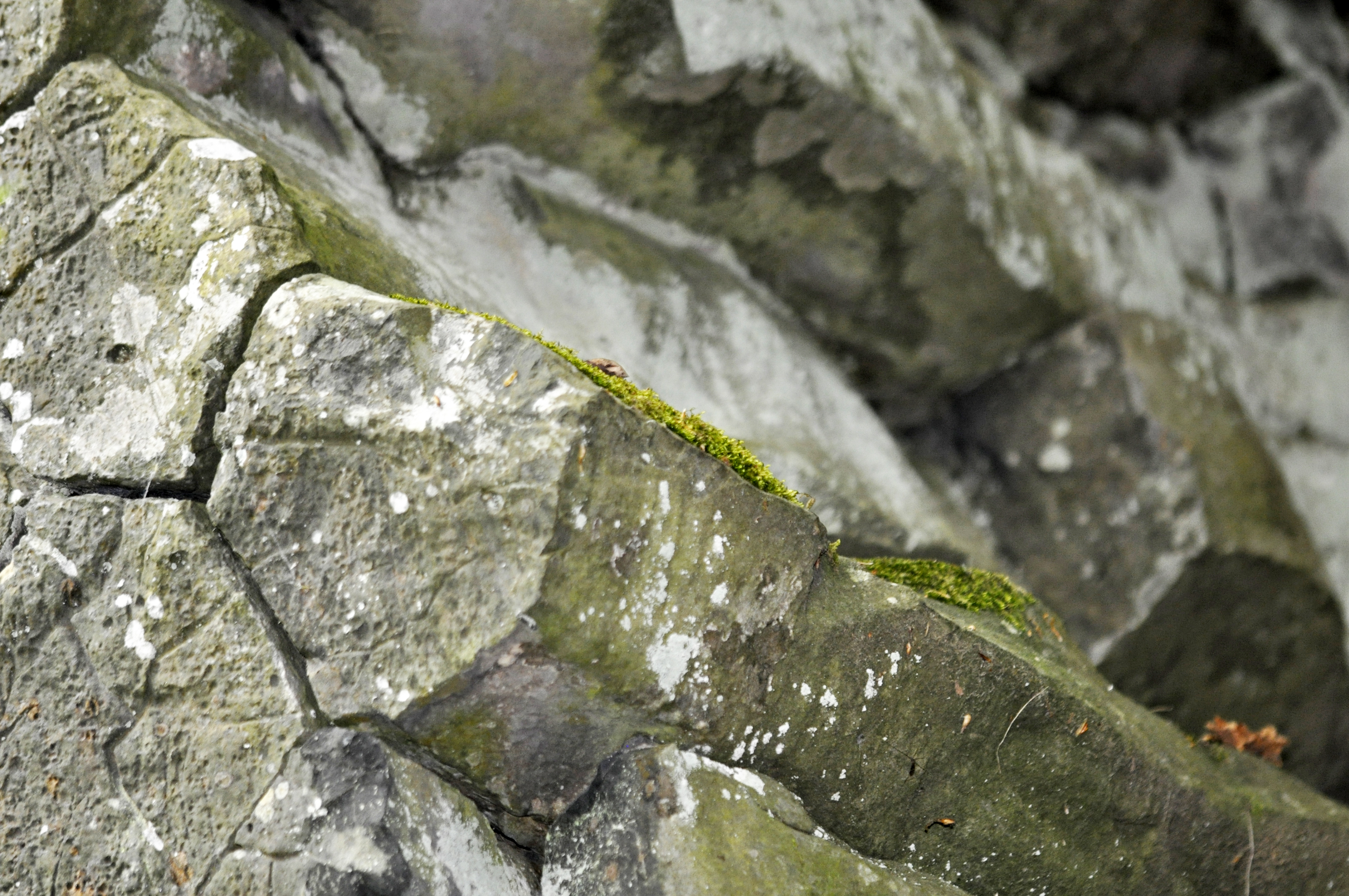
Detailaufnahme einer liegenden Säule
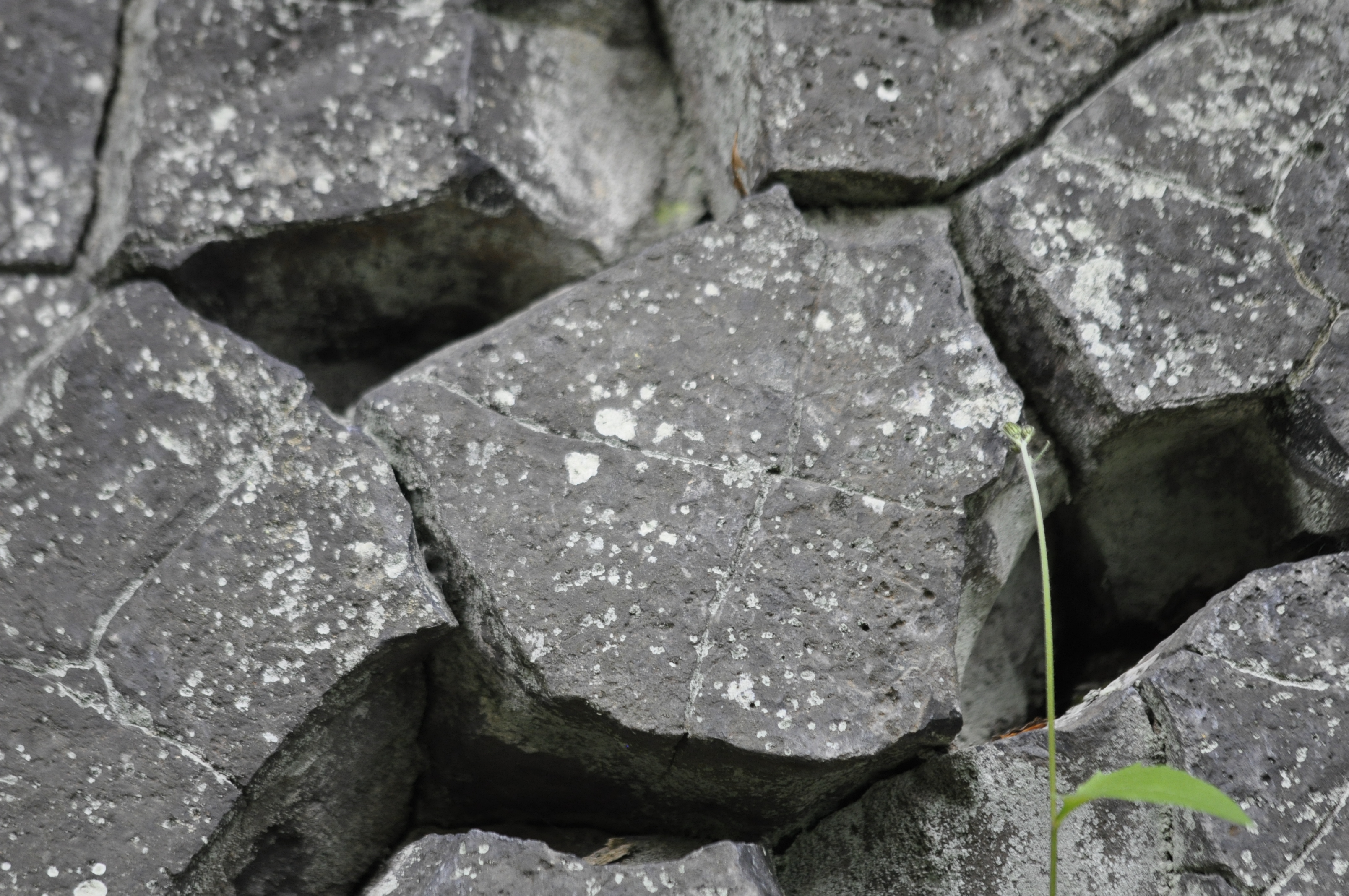
Einzelne Säule im Block